# Francisco Canaro
Francisco Canaro, noto con lo pseudonimo di Pirincho, (San José de Mayo, 26 novembre 1888 – Buenos Aires, 14 dicembre 1964), è stato un compositore, violinista e direttore d'orchestra di tango argentino.

## Biografia
I suoi genitori erano emigrati italiani in Uruguay che successivamente - quando Francisco Canaro non aveva ancora 10 anni - emigrarono a Buenos Aires, in Argentina, alla fine del XIX secolo.
Da giovane trovò lavoro in una fabbrica dove, appassionato di musica, una latta d'olio vuota divenne nelle sue abili mani il suo primo violino. Inizialmente si esibiva nei caffè de La Boca ma fece una carriera che durò decine d'anni e la sua orchestra fu una di quelle che realizzò più incisioni.
La sua introduzione al tango avvenne nel 1908 grazie al direttore di una Orquesta Tipica, Vicente Greco e nel 1912 compose Pinta brava.
Nel 1915 compose le musiche per un classico del cinema argentino, Nobleza gaucha, e successivamente fu legato all'attrice di cinema e cantante argentina Ada Falcón ma la relazione iniziata ai primi del 1905 si sviluppò un decennio dopo
.

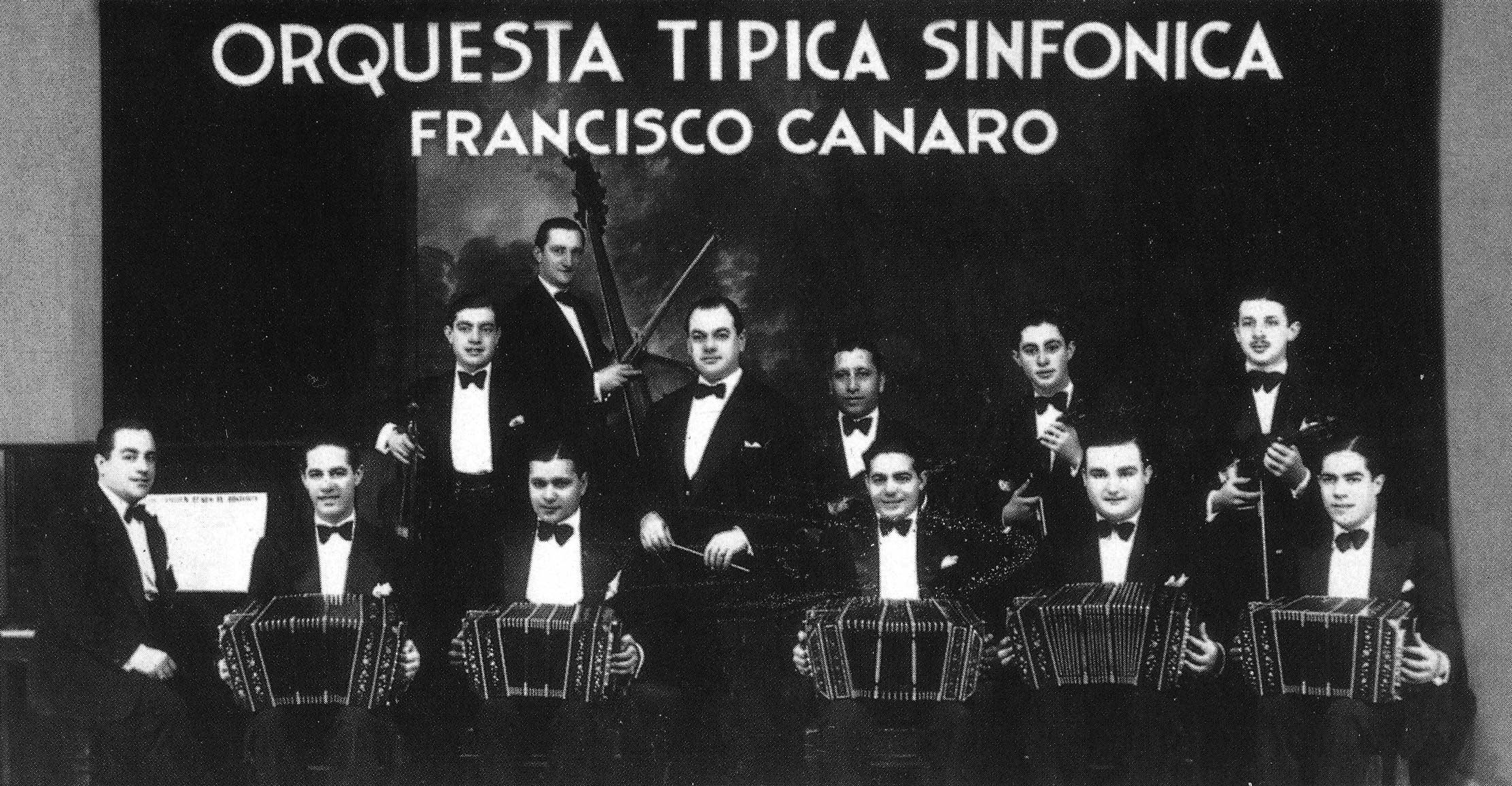
Canaro e la sua orchestra, c.1930.

Sin dal 1918 combatté per i diritti dei compositori di musica (sino ad allora ignorati) finché nel 1935 fondò ciò che divenne l'attuale SADAIC (Sociedad Argentina de Autores y Compositores de Música), con sede in un edificio acquistato da Canaro stesso.
Nel 1925 si esibì con gran successo a Parigi con la sua orchestra e rimase in Europa per una decina d'anni.
Fu naturalizzato cittadino argentino nel 1940 e la maggior parte della sua musica fu nello stile salon di quel periodo. Malgrado questo viene anche considerato un membro della Vecchia Guardia e alcuni dei suoi ultimi lavori contribuirono alla transizione verso i concerti di tango.
Nel 1940 e fino ai primi anni '50 la sua orchestra fu sempre trasmessa dalla radio Argentina.
Nel 1956 Canaro scrisse le sue memorie, Mis 50 años con el tango, ma pochi anni dopo fu colpito dalla sindrome di Paget e dovette ritirarsi.
Morì a Buenos Aires nel 1964.

## Composizioni
Canaro compose numerosi tanghi (anche se molti di questi, pur firmati da lui, vennero in realtà scritti da altri compositori).
Fra le sue composizioni più celebri vi sono:
El chamuyo, El pollito, Charamusca, Mano brava, Nobleza de arrabal, La tablada, Destellos, El opio, Sentimiento gaucho, La última copa, Déjame, Envidia, Se dice de mí, La brisa, Madreselva (già La polla) e El Tigre Millán.

## Filmografia

### Compositore e produttore
- Idolos de la radio, regia di Eduardo Morera (1934)